# Exeter (Nowy Jork)
Exeter – miasto w Stanach Zjednoczonych, w stanie Nowy Jork, w hrabstwie Otsego.